# Rodney Carrington
Rodney Scott Carrington (født 19. oktober 1968) er en amerikansk stand-up komiker, skuespiller, countrymusiker og sangskriver. Han har udgivet seks studiealbums via pladeselskaber og en greatest hits på Mercury Records og Capitol Records.
Han standup-optrædener kombinerer typisk både komik og originale sange. Mange af hans sange bliver udført i en neotraditionel countrystil, hvor Carrington synger og spiller guitar.
Han spillede hovedrollen i ABC's sitcom Rodney og i filmen Beer for My Horses (2008).

## Diskografi

### Studiealbums
| Hangin' with Rodney                     | - Release date: June 2, 1998 - Label: Mercury Nashville - Formats: CD, cassette                   | 73 | —   | — | — | —  |              |
| Morning Wood                            | - Release date: August 15, 2000 - Label: Capitol Nashville - Formats: CD, cassette                | 18 | 153 | — | 6 | —  | - US: Guld   |
| Nut Sack                                | - Release date: February 11, 2003 - Label: Capitol Nashville - Formats: CD                        | 14 | 82  | — | — | —  |              |
| King of the Mountains                   | - Release date: April 3, 2007 - Label: Capitol Nashville - Formats: CD, music download            | 15 | 68  | 2 | — | —  |              |
| El Niño Loco                            | - Release date: June 16, 2009 - Label: Capitol Nashville - Formats: CD, music download            | 19 | 76  | 2 | — | —  |              |
| Laughter's Good                         | - Release date: October 28, 2014 - Label: Laughter's Good Records - Formats: CD, music download   | 23 | 91  | 1 | — | 23 | - US: 25,800 |
| Here Comes The Truth                    | - Release date: September 13, 2017 - Label: Laughter's Good Records - Formats: CD, music download | —  | —   | 3 | — | —  |              |
| "—" denotes releases that did not chart |                                                                                                   |    |     |   |   |    |              |

### Opsamlingsalbum
| Titel         | Albumdetaljer                                                                                   | Højeste hitlisteplacering | Højeste hitlisteplacering | Højeste hitlisteplacering | Certificeringer |
| Titel         | Albumdetaljer                                                                                   | US Country                | US                        | US Comedy                 | Certificeringer |
| ------------- | ----------------------------------------------------------------------------------------------- | ------------------------- | ------------------------- | ------------------------- | --------------- |
| Greatest Hits | - Release date: February 24, 2004 - Label: Capitol Nashville - Formats: CD, music download      | 11                        | 112                       | 3                         | - US: Platin    |
| The Hits      | - Release date: November 4, 2015 - Label: Laughter's Good Records - Formats: CD, music download | —                         | —                         | 7                         |                 |

### Julealbums
| Titel             | Albumdetaljer                                                                            | Peak positions |
| Titel             | Albumdetaljer                                                                            | US Country     |
| ----------------- | ---------------------------------------------------------------------------------------- | -------------- |
| Make It Christmas | - Release date: August 11, 2009 - Label: Capitol Nashville - Formats: CD, music download | 56             |

### Livealbums
| Titel                          | Albumdetaljer                                                             |
| ------------------------------ | ------------------------------------------------------------------------- |
| Live: C'mon Laugh You Bastards | - Release date: October 23, 2001 - Label: Capitol Nashville - Formats: CD |

### Singler
| År                                      | Single                            | Højeste placering | Album                 |
| År                                      | Single                            | US Country        | Album                 |
| --------------------------------------- | --------------------------------- | ----------------- | --------------------- |
| 1998                                    | "Letter to My Penis"              | —                 | Hangin' with Rodney   |
| 1999                                    | "Dancin' with a Man"              | —                 | Hangin' with Rodney   |
| 2000                                    | "More of a Man"                   | 71                | Morning Wood          |
| 2003                                    | "Don't Look Now"                  | 60                | Nut Sack              |
| 2007                                    | "Show Them to Me"                 | —                 | King of the Mountains |
| 2009                                    | "If I'm the Only One"             | —                 | El Niño Loco          |
| 2009                                    | "Camouflage and Christmas Lights" | 31                | Make It Christmas     |
| "—" denotes releases that did not chart |                                   |                   |                       |

### Musikvideoer
| År   | Video                 | Instruktør                      |
| ---- | --------------------- | ------------------------------- |
| 1998 | "Dancin' with a Man"  | Steven T. Miller/R. Brad Murano |
| 1998 | "Fred"                | Steven T. Miller/R. Brad Murano |
| 2000 | "More of a Man"       |                                 |
| 2009 | "If I'm the Only One" | Nick Searcy                     |